# Клајмакс (Мичиген)
Клајмакс (енгл. Climax) град је у америчкој савезној држави Мичиген.

## Демографија
По попису из 2010. године број становника је 767, што је 24 (-3,0%) становника мање него 2000. године.
| Група             | 2000.       | 2010.       |
| Белци             | 754 (95,3%) | 741 (96,6%) |
| Афроамериканци    | 7 (0,9%)    | 4 (0,5%)    |
| Азијати           | 0 (0,0%)    | 1 (0,1%)    |
| Хиспаноамериканци | 25 (3,2%)   | 15 (2,0%)   |
| Укупно            | 791         | 767         |